# بيل 201
بيل 201 (بالإنجليزية: Bell 201)‏ هي مروحية أنتجت في الولايات المتحدة. من صناعة بيل للمروحيات. كان أول طيران لها في 20 أكتوبر 1954. صنع منها 1 طائرة.

## المستخدمون
- القوات البرية للولايات المتحدة
- القوات الجوية الأمريكية